# خاتابالا (فیلم)
خاتابالا به ارمنی (Խաթաբալա) فیلمی در ژانر کمدی به کارگردانی یوری ارزنکیان است که در سال ۱۹۷۱ منتشر شد.

## بازیگران
- فرونزیک مکرتچیان
- سوس سارگسیان
- نوارت آبالیان
- متاکسیا سیمونیان
- دونارا مکرتچیان
- آزات شرانتس
- واختانگ کیکابیدزه
- آوتیک جراقاتسابانیان
- ماریا جرپتیان
- آرمن خوستیکیان
- سیران آلاوردیان
- لائورا وارطانیان